# Спеціальний літній павільйон зупинки трамвая (тип № 2)
Спеціальний літній павільйон зупинки трамвая, тип № 2.

## Історія
Саме лінія трамвая започаткувала розвиток курорту «Аркадія» в Одесі.
Одеська Аркадія — курорт, який ще 150 років тому був заваленою черепашником балкою. А розвиток почався завдяки директору бельгійського акціонерного товариства кінних залізниць Емілю Камб'є. Розповідають, що одного разу, гуляючи по околицях міста, він натрапив на балку, що має вихід до моря. Еміль Камб'є вирішив, що пляж, на який виходить балка, може стати досить популярним. Але в той час для того, щоб потрапити на пляж потрібно було спускатися по досить крутих схилах. На початку 1890-х Еміль Камб'є подовжує лінію трамвая до розчищеної балки (зберігся павільйон зупинки електричного трамвая, павільйон кінних залізниць не зберігся) і відкриває поруч ресторан, який називався «Аркадія» (відкриття відбулося в 1893 році). Від назви ресторану Камб'є (а зовсім не від місцевості в Греції) і пішла назва балки, а потім і знаменитого пляжу.

## Дата утворення об'єкта
1912 рік (постанова на спорудження № 797 24.08.1912, план № 1270).

## Загальний опис
Павільйон зупинки трамвая в Аркадії відноситься до «літніх павільйонів». «Літні павільйони» мали бути двох типів. До першого відноситься павільйон в парку Шевченка. Павільйон зупинки трамвая в Аркадії характеризується більш строгими формами. Архітектурний стиль — модерн. Павільйон неодноразово перебудовувався і нині є літнім майданчиком кафе. Будівництвом керував архітектор С. А. Ландесман за проєктом А. Б. Мінкуса.Встановлений бельгійським акціонерним товариством одеських трамваїв.